# Ločidlo

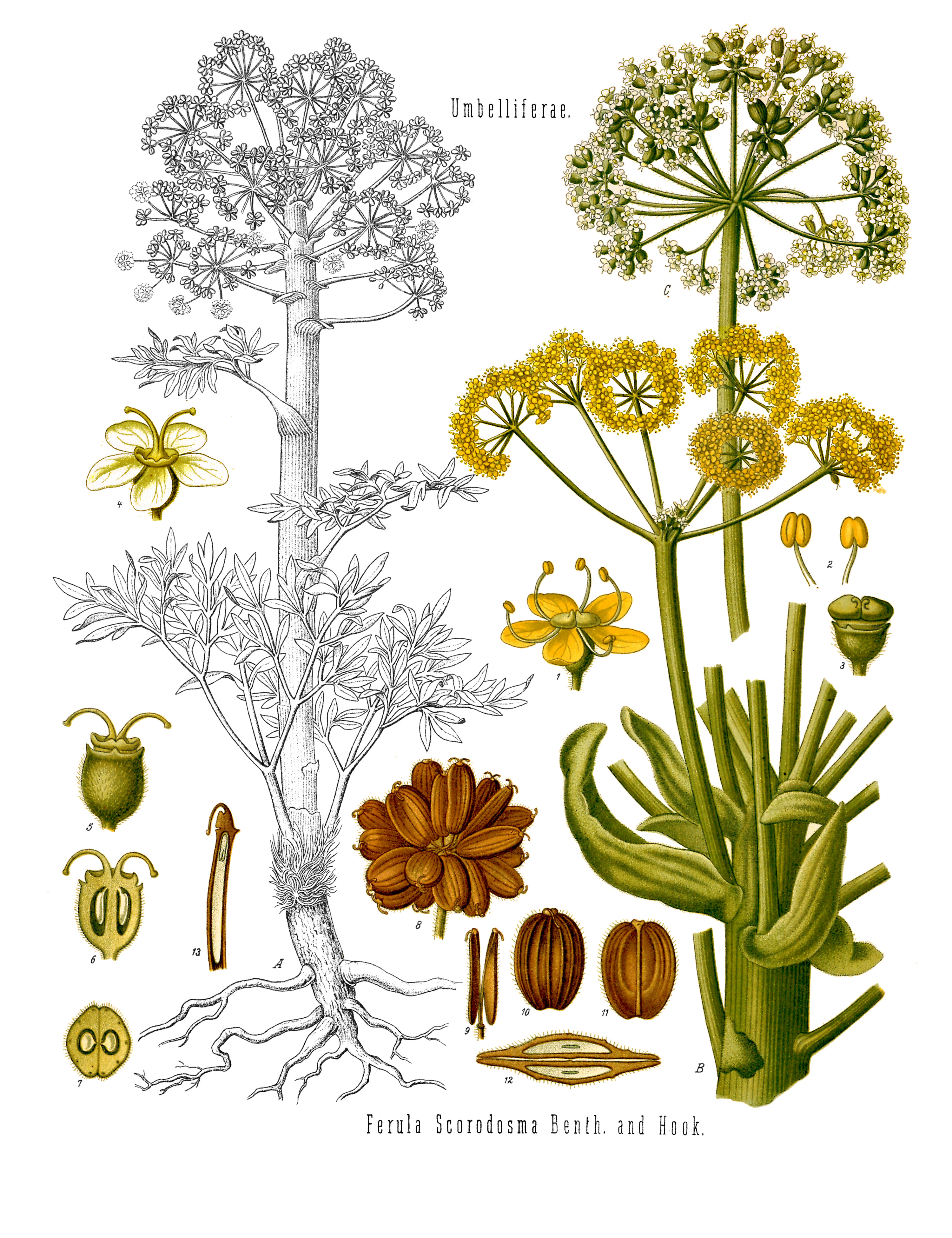
Ločidlo čertovo lejno

Ločidlo (Ferula) je rod čítající asi 170 druhů krytosemenných rostlin z čeledi miříkovitých, jejichž domovem je oblast od Středomoří po Střední Asii. Tyto vytrvalé byliny, jež rostou především v suchém podnebí, dorůstají výšky 1 až 4 m a mají silné, duté, mírně dužnaté lodyhy. Listy jsou tři- i vícekrát zpeřené, se silnou listovou pochvou obemykající stonek. Květy vyrůstající v bohatých složených okolících bývají obvykle žluté, zřídka bílé. Mnohým příslušníkům toho druhu se říká obří fenykly, ačkoli do tohoto rodu vlastně nepatří. To platí zejména o ločidlu obecném(Ferula communis).

## Využití
Bylina, jež se ve starověkém Římě nazývala silphium a která se v období antiky používala jako koření, parfém i jako afrodisiakum nebo lék, možná patřila do rodu Ferula. Jednalo se zřejmě buď o již vyhynulý druh ločidla, nebo o druh Ferula drudeana.
Přírodní klejopryskyřice řady druhů rodu ločidlo se používá pro lékařské či kulinářské účely:
Z ločidla čertova lejna (Ferula assa-foetida) se připravuje koření asa foetida, které se používá zejména v perské a indické kuchyni, kde ve vegetariánských pokrmech nahrazuje česnek a cibuli.
Ločidlo galbanové (Ferula gummosa či Ferula galbaniflua) slouží k přípravě esenciálního oleje galbanum, který se využívá v lékařství a kosmetice.
Ze sušeného kořene ločidla Ferula hermonis se připravuje afrodisiakum zallouh, známé zejména v oblasti Blízkého východu.
Ločidlo perské (Ferula persica) slouží k přípravě antikonvulziv, expektorant a abortiv.
Druh Ferula tingitana poskytuje pryskyřici, z níž se připravují léky proti zánětům průdušek, astma či chronickému nachlazení.
Druh Ferula drudeana byl v roce 1909 doložen v středním Turecku a znovu endemicky potvrzen v nedávné době, na místech, kde dříve žily řecké komunity.

## Zástupci
- ločidlo čertovo lejno (Ferula assa-foetida)
- ločidlo galbanorodé (Ferula gummosa)
- ločidlo obecné (Ferula communis)
- ločidlo perské (Ferula persica)
- ločidlo Sádlerovo (Ferula sadleriana)[11][12][13]
- ločidlo Linkovo (Ferula linkii)
- ločidlo lanzarotské (Ferula lancerottensis)